# Tal Ben Haim
Tal Ben Haim (in ebraico טל בן-חיים‎?; Rishon LeZion, 31 marzo 1982) è un ex calciatore israeliano, di ruolo difensore.

## Carriera
Considerato uno dei migliori talenti israeliani, ha firmato con il Bolton nel luglio 2004, che lo ha prelevato dagli israeliani del Maccabi Tel Aviv.
Nel 2007 è passato al Chelsea, firmando un quadriennale da 4 milioni di euro a stagione ma ha trovato poco spazio nella squadra guidata allora da José Mourinho, rimane coi blues soltanto per una stagione.
Un anno dopo si è trasferito a titolo definitivo al Manchester City.
Il 1º febbraio 2009 Ben-haim viene ceduto in prestito al Sunderland.
Il 31 agosto 2009 ha firmato un quadriennale con il Portsmouth.
Il 3 agosto 2010 viene ceduto agli Hammers con la formula del prestito fino al mese di gennaio e non a titolo definitivo come sembrava inizialmente, in quanto il giocatore non ha superato i propri guai inguinali.
Nel 2011-2012 gioca 33 partite di Championship con il Portsmouth prima di rimanere svincolato a fine stagione.
Il 4 gennaio 2013 viene ingaggiato dal Queens Park Rangers.
Il 9 maggio 2013 viene annunciato il suo passaggio in prestito al Toronto FC, tuttavia quattro giorni dopo tale voce viene seccamente smentita dal presidente stesso dei Toronto Kevin Payne tramite il sito ufficiale della società affermando che il calciatore non si è mai legato ufficialmente al club ne tanto meno fatto parte della squadra.
Il 24 luglio 2013 firma un contratto biennale coi belgi dello Standard Liegi dopo essersi svincolato dal Queens Park Rangers.
Il 3 giugno 2015 firma un contratto biennale con il Maccabi Tel Aviv, facendo così ritorno in patria e nella squadra che lo ha lanciato. Nell'agosto 2018 passa al Beitar Gerusalemme con cui rimane dal 2018 al 2021, anno del ritiro dal calcio giocato. Con il Beitar colleziona 60 presenze totali tra campionato e coppa nazionale.

## Statistiche

### Presenze e reti nei club
Statistiche aggiornate al 10 aprile 2021.
| Stagione                  | Squadra                   | Campionato                | Campionato | Campionato | Coppe nazionali | Coppe nazionali | Coppe nazionali | Coppe continentali | Coppe continentali | Coppe continentali | Altre coppe | Altre coppe | Altre coppe | Totale | Totale |
| Stagione                  | Squadra                   | Comp                      | Pres       | Reti       | Comp            | Pres            | Reti            | Comp               | Pres               | Reti               | Comp        | Pres        | Reti        | Pres   | Reti   |
| ------------------------- | ------------------------- | ------------------------- | ---------- | ---------- | --------------- | --------------- | --------------- | ------------------ | ------------------ | ------------------ | ----------- | ----------- | ----------- | ------ | ------ |
| 2004-2005                 | Bolton                    | PL                        | 21         | 1          | FACup+CdL       | 4+2             | 0               | -                  | -                  | -                  | -           | -           | -           | 27     | 1      |
| 2005-2006                 | Bolton                    | PL                        | 35         | 0          | FACup+CdL       | 4+3             | 0               | CU                 | 7                  | 0                  | -           | -           | -           | 49     | 0      |
| 2006-2007                 | Bolton                    | PL                        | 32         | 0          | FACup+CdL       | 1+1             | 0               | -                  | -                  | -                  | -           | -           | -           | 34     | 0      |
| Totale Bolton             | Totale Bolton             | Totale Bolton             | 88         | 1          |                 | 15              | 0               |                    | 7                  | 0                  |             | -           | -           | 110    | 1      |
| 2007-2008                 | Chelsea                   | PL                        | 13         | 0          | FACup+CdL       | 2+5             | 0               | UCL                | 2                  | 0                  | CS          | 1           | 0           | 23     | 0      |
| 2008-gen. 2009            | Manchester City           | PL                        | 9          | 0          | FACup+CdL       | 0+1             | 0               | CU                 | 5                  | 0                  | -           | -           | -           | 15     | 0      |
| gen.-giu. 2009            | Sunderland                | PL                        | 5          | 0          | FACup+CdL       | 0               | 0               | -                  | -                  | -                  | -           | -           | -           | 5      | 0      |
| 2009-2010                 | Portsmouth                | PL                        | 22         | 0          | FACup+CdL       | 1+1             | 0               | -                  | -                  | -                  | -           | -           | -           | 24     | 0      |
| 2010-gen. 2011            | West Ham                  | PL                        | 8          | 0          | FACup+CdL       | 0+4             | 0               | -                  | -                  | -                  | -           | -           | -           | 12     | 0      |
| gen.-giu. 2011            | Portsmouth                | FLC                       | 0          | 0          | FACup+CdL       | -               | -               | -                  | -                  | -                  | -           | -           | -           | 0      | 0      |
| 2011-2012                 | Portsmouth                | FLC                       | 33         | 0          | FACup+CdL       | 0               | 0               | -                  | -                  | -                  | -           | -           | -           | 33     | 0      |
| Totale Portsmouth         | Totale Portsmouth         | Totale Portsmouth         | 55         | 0          |                 | 2               | 0               |                    | -                  | -                  |             | -           | -           | 57     | 0      |
| gen.-giu. 2013            | QPR                       | PL                        | 3          | 0          | FACup+CdL       | 3+0             | 0               | -                  | -                  | -                  | -           | -           | -           | 6      | 0      |
| 2013-2014                 | Standard Liegi            | D1                        | 8+2        | 0          | CB              | 0               | 0               | UEL                | 8                  | 0                  | -           | -           | -           | 18     | 0      |
| 2014-2015                 | Charlton                  | FLC                       | 37         | 0          | FACup+CdL       | 1+0             | 0               | -                  | -                  | -                  | -           | -           | -           | 38     | 0      |
| 2015-2016                 | Maccabi Tel Aviv          | Lh                        | 13         | 0          | CI+CdL          | 3+1             | 0               | UCL                | 11                 | 0                  | -           | -           | -           | 28     | 0      |
| 2016-2017                 | Maccabi Tel Aviv          | Lh                        | 22+9       | 0          | CI+CdL          | 4+4             | 0               | UEL                | 10                 | 1                  | -           | -           | -           | 49     | 1      |
| 2017-2018                 | Maccabi Tel Aviv          | Lh                        | 11+8       | 0          | CI+CdL          | 1+3             | 0+1             | UEL                | 12                 | 0                  | -           | -           | -           | 35     | 1      |
| Totale Maccabi Tel Aviv   | Totale Maccabi Tel Aviv   | Totale Maccabi Tel Aviv   | 46+17      | 0          |                 | 16              | 1               |                    | 33                 | 1                  |             | -           | -           | 112    | 2      |
| 2018-2019                 | Beitar Gerusalemme        | Lh                        | 24+6       | 0          | CI+CdL          | 1+0             | 0               | -                  | -                  | -                  | -           | -           | -           | 31     | 0      |
| 2019-2020                 | Beitar Gerusalemme        | Lh                        | 9+7        | 0          | CI+CdL          | 1+0             | 0               | -                  | -                  | -                  | -           | -           | -           | 17     | 0      |
| 2020-2021                 | Beitar Gerusalemme        | Lh                        | 10+2       | 0          | CI+CdL          | 0               | 0               | -                  | -                  | -                  | -           | -           | -           | 12     | 0      |
| Totale Beitar Gerusalemme | Totale Beitar Gerusalemme | Totale Beitar Gerusalemme | 43+15      | 0          |                 | 2               | 0               |                    | -                  | -                  |             | -           | -           | 60     | 0      |
| Totale carriera           | Totale carriera           | Totale carriera           | 349        | 1          |                 | 51              | 1               |                    | 55                 | 1                  |             | 1           | 0           | 456    | 3      |

### Cronologia presenze e reti in nazionale
| Cronologia completa delle presenze e delle reti in nazionale ― Israele | Cronologia completa delle presenze e delle reti in nazionale ― Israele | Cronologia completa delle presenze e delle reti in nazionale ― Israele | Cronologia completa delle presenze e delle reti in nazionale ― Israele | Cronologia completa delle presenze e delle reti in nazionale ― Israele | Cronologia completa delle presenze e delle reti in nazionale ― Israele | Cronologia completa delle presenze e delle reti in nazionale ― Israele | Cronologia completa delle presenze e delle reti in nazionale ― Israele |
| Data                                                                   | Città                                                                  | In casa                                                                | Risultato                                                              | Ospiti                                                                 | Competizione                                                           | Reti                                                                   | Note                                                                   |
| ---------------------------------------------------------------------- | ---------------------------------------------------------------------- | ---------------------------------------------------------------------- | ---------------------------------------------------------------------- | ---------------------------------------------------------------------- | ---------------------------------------------------------------------- | ---------------------------------------------------------------------- | ---------------------------------------------------------------------- |
| 13-2-2002                                                              | Kaiserslautern                                                         | Germania                                                               | 7 – 1                                                                  | Israele                                                                | Amichevole                                                             | -                                                                      | 67’                                                                    |
| 5-9-2002                                                               | Lussemburgo                                                            | Lussemburgo                                                            | 0 – 5                                                                  | Israele                                                                | Amichevole                                                             | -                                                                      | 88’                                                                    |
| 12-2-2003                                                              | Ramat Gan                                                              | Israele                                                                | 2 – 0                                                                  | Armenia                                                                | Amichevole                                                             | -                                                                      | 46’                                                                    |
| 5-3-2003                                                               | Ramat Gan                                                              | Israele                                                                | 0 – 0                                                                  | Moldavia                                                               | Amichevole                                                             | -                                                                      |                                                                        |
| 29-3-2003                                                              | Limassol                                                               | Cipro                                                                  | 1 – 1                                                                  | Israele                                                                | Qual. Euro 2004                                                        | -                                                                      |                                                                        |
| 2-4-2003                                                               | Palermo                                                                | Israele                                                                | 1 – 2                                                                  | Francia                                                                | Qual. Euro 2004                                                        | -                                                                      |                                                                        |
| 30-4-2003                                                              | Palermo                                                                | Israele                                                                | 2 – 0                                                                  | Cipro                                                                  | Qual. Euro 2004                                                        | -                                                                      |                                                                        |
| 7-6-2003                                                               | Antalya                                                                | Israele                                                                | 0 – 0                                                                  | Slovenia                                                               | Qual. Euro 2004                                                        | -                                                                      |                                                                        |
| 20-8-2003                                                              | Mosca                                                                  | Russia                                                                 | 1 – 2                                                                  | Israele                                                                | Amichevole                                                             | -                                                                      | 90’                                                                    |
| 6-9-2003                                                               | Lubiana                                                                | Slovenia                                                               | 3 – 1                                                                  | Israele                                                                | Qual. Euro 2004                                                        | -                                                                      | 21’, 90’                                                               |
| 18-2-2004                                                              | Ramat Gan                                                              | Israele                                                                | 6 – 0                                                                  | Azerbaigian                                                            | Amichevole                                                             | -                                                                      | 67’                                                                    |
| 30-3-2004                                                              | Ramat Gan                                                              | Israele                                                                | 2 – 1                                                                  | Lituania                                                               | Amichevole                                                             | -                                                                      | 51’ 72’                                                                |
| 28-4-2004                                                              | Ramat Gan                                                              | Israele                                                                | 1 – 1                                                                  | Moldavia                                                               | Amichevole                                                             | -                                                                      | 62’                                                                    |
| 27-5-2004                                                              | Tbilisi                                                                | Georgia                                                                | 0 – 1                                                                  | Israele                                                                | Amichevole                                                             | -                                                                      |                                                                        |
| 18-8-2004                                                              | Varaždin                                                               | Croazia                                                                | 1 – 0                                                                  | Israele                                                                | Amichevole                                                             | -                                                                      | 79’                                                                    |
| 4-9-2004                                                               | Saint-Denis                                                            | Francia                                                                | 0 – 0                                                                  | Israele                                                                | Qual. Mondiali 2006                                                    | -                                                                      | 88’                                                                    |
| 8-9-2004                                                               | Ramat Gan                                                              | Israele                                                                | 2 – 1                                                                  | Cipro                                                                  | Qual. Mondiali 2006                                                    | -                                                                      |                                                                        |
| 9-10-2004                                                              | Ramat Gan                                                              | Israele                                                                | 2 – 2                                                                  | Svizzera                                                               | Qual. Mondiali 2006                                                    | -                                                                      |                                                                        |
| 17-11-2004                                                             | Strovolos                                                              | Cipro                                                                  | 1 – 2                                                                  | Israele                                                                | Qual. Mondiali 2006                                                    | -                                                                      |                                                                        |
| 26-3-2005                                                              | Ramat Gan                                                              | Israele                                                                | 1 – 1                                                                  | Irlanda                                                                | Qual. Mondiali 2006                                                    | -                                                                      | 53’                                                                    |
| 30-3-2005                                                              | Ramat Gan                                                              | Israele                                                                | 1 – 1                                                                  | Francia                                                                | Qual. Mondiali 2006                                                    | -                                                                      | 56’                                                                    |
| 15-8-2005                                                              | Kiev                                                                   | Ucraina                                                                | 0 – 0 dts (3 – 5 dtr)                                                  | Israele                                                                | Lobanovsky International Tournament 2005                               | -                                                                      | 76’                                                                    |
| 3-9-2005                                                               | Basilea                                                                | Svizzera                                                               | 1 – 0                                                                  | Israele                                                                | Qual. Mondiali 2006                                                    | -                                                                      |                                                                        |
| 7-9-2005                                                               | Tórshavn                                                               | Fær Øer                                                                | 0 – 2                                                                  | Fær Øer                                                                | Qual. Euro 2008                                                        | -                                                                      |                                                                        |
| 8-10-2005                                                              | Ramat Gan                                                              | Israele                                                                | 2 – 1                                                                  | Fær Øer                                                                | Qual. Euro 2008                                                        | -                                                                      |                                                                        |
| 1-3-2006                                                               | Ramat Gan                                                              | Israele                                                                | 0 – 2                                                                  | Danimarca                                                              | Amichevole                                                             | -                                                                      | 46’                                                                    |
| 2-9-2006                                                               | Tallinn                                                                | Estonia                                                                | 0 – 1                                                                  | Israele                                                                | Qual. Euro 2008                                                        | -                                                                      |                                                                        |
| 6-9-2006                                                               | Nimega                                                                 | Israele                                                                | 4 – 1                                                                  | Andorra                                                                | Qual. Euro 2008                                                        | -                                                                      |                                                                        |
| 7-10-2006                                                              | Mosca                                                                  | Russia                                                                 | 1 – 1                                                                  | Israele                                                                | Qual. Euro 2008                                                        | -                                                                      |                                                                        |
| 15-11-2006                                                             | Ramat Gan                                                              | Israele                                                                | 3 – 4                                                                  | Croazia                                                                | Qual. Euro 2008                                                        | -                                                                      |                                                                        |
| 7-2-2007                                                               | Ramat Gan                                                              | Israele                                                                | 1 – 1                                                                  | Ucraina                                                                | Amichevole                                                             | -                                                                      |                                                                        |
| 24-3-2007                                                              | Ramat Gan                                                              | Israele                                                                | 0 – 0                                                                  | Inghilterra                                                            | Qual. Euro 2008                                                        | -                                                                      | 62’                                                                    |
| 28-3-2007                                                              | Tel Aviv                                                               | Israele                                                                | 4 – 0                                                                  | Estonia                                                                | Qual. Euro 2008                                                        | -                                                                      | 27’                                                                    |
| 22-8-2007                                                              | Minsk                                                                  | Bielorussia                                                            | 2 – 1                                                                  | Israele                                                                | Amichevole                                                             | -                                                                      |                                                                        |
| 8-9-2007                                                               | Londra                                                                 | Inghilterra                                                            | 3 – 0                                                                  | Israele                                                                | Qual. Euro 2008                                                        | -                                                                      |                                                                        |
| 13-10-2007                                                             | Zagabria                                                               | Croazia                                                                | 1 – 0                                                                  | Israele                                                                | Qual. Euro 2008                                                        | -                                                                      | 65’                                                                    |
| 17-10-2007                                                             | Ramat Gan                                                              | Israele                                                                | 2 – 1                                                                  | Bielorussia                                                            | Amichevole                                                             | -                                                                      | 46’                                                                    |
| 17-11-2007                                                             | Ramat Gan                                                              | Israele                                                                | 2 – 1                                                                  | Russia                                                                 | Qual. Euro 2008                                                        | -                                                                      |                                                                        |
| 21-11-2007                                                             | Ramat Gan                                                              | Israele                                                                | 1 – 0                                                                  | Macedonia                                                              | Qual. Euro 2008                                                        | -                                                                      |                                                                        |
| 6-2-2008                                                               | Ramat Gan                                                              | Israele                                                                | 1 – 0                                                                  | Romania                                                                | Amichevole                                                             | -                                                                      | 46’                                                                    |
| 20-8-2008                                                              | Tampere                                                                | Finlandia                                                              | 2 – 0                                                                  | Israele                                                                | Amichevole                                                             | -                                                                      | 69’                                                                    |
| 6-9-2008                                                               | Ramat Gan                                                              | Israele                                                                | 2 – 2                                                                  | Svizzera                                                               | Qual. Mondiali 2010                                                    | -                                                                      |                                                                        |
| 10-9-2008                                                              | Chișinău                                                               | Moldavia                                                               | 1 – 2                                                                  | Israele                                                                | Qual. Mondiali 2010                                                    | -                                                                      |                                                                        |
| 11-10-2008                                                             | Lussemburgo                                                            | Lussemburgo                                                            | 1 – 3                                                                  | Israele                                                                | Qual. Mondiali 2010                                                    | -                                                                      |                                                                        |
| 15-10-2008                                                             | Riga                                                                   | Lettonia                                                               | 1 – 1                                                                  | Israele                                                                | Qual. Mondiali 2010                                                    | -                                                                      |                                                                        |
| 19-11-2008                                                             | Ramat Gan                                                              | Israele                                                                | 2 – 2                                                                  | Costa d'Avorio                                                         | Amichevole                                                             | -                                                                      | 61’                                                                    |
| 11-2-2009                                                              | Ramat Gan                                                              | Israele                                                                | 1 – 0                                                                  | Ungheria                                                               | Amichevole                                                             | -                                                                      | 7’                                                                     |
| 28-3-2009                                                              | Ramat Gan                                                              | Israele                                                                | 1 – 1                                                                  | Grecia                                                                 | Qual. Mondiali 2010                                                    | -                                                                      |                                                                        |
| 1-4-2009                                                               | Heraklio                                                               | Grecia                                                                 | 2 – 1                                                                  | Israele                                                                | Qual. Mondiali 2010                                                    | -                                                                      | 85’                                                                    |
| 12-8-2009                                                              | Belfast                                                                | Irlanda del Nord                                                       | 1 – 1                                                                  | Israele                                                                | Amichevole                                                             | -                                                                      | 46’                                                                    |
| 9-9-2009                                                               | Ramat Gan                                                              | Israele                                                                | 7 – 0                                                                  | Lussemburgo                                                            | Qual. Mondiali 2010                                                    | -                                                                      |                                                                        |
| 10-10-2009                                                             | Ramat Gan                                                              | Israele                                                                | 3 – 1                                                                  | Moldavia                                                               | Qual. Mondiali 2010                                                    | -                                                                      |                                                                        |
| 14-10-2009                                                             | Basilea                                                                | Svizzera                                                               | 0 – 0                                                                  | Israele                                                                | Qual. Mondiali 2010                                                    | -                                                                      |                                                                        |
| 3-3-2010                                                               | Timişoara                                                              | Romania                                                                | 0 – 2                                                                  | Israele                                                                | Amichevole                                                             | -                                                                      | 70’                                                                    |
| 2-9-2010                                                               | Ramat Gan                                                              | Israele                                                                | 3 – 1                                                                  | Malta                                                                  | Qual. Euro 2012                                                        | -                                                                      |                                                                        |
| 7-9-2010                                                               | Tbilisi                                                                | Georgia                                                                | 0 – 0                                                                  | Israele                                                                | Qual. Euro 2012                                                        | -                                                                      | 21’                                                                    |
| 9-10-2010                                                              | Tel Aviv                                                               | Israele                                                                | 1 – 2                                                                  | Croazia                                                                | Qual. Euro 2012                                                        | -                                                                      | 65’                                                                    |
| 9-2-2011                                                               | Tel Aviv                                                               | Israele                                                                | 0 – 2                                                                  | Serbia                                                                 | Amichevole                                                             | -                                                                      | 46’                                                                    |
| 26-3-2011                                                              | Tel Aviv                                                               | Israele                                                                | 2 – 1                                                                  | Lettonia                                                               | Qual. Euro 2012                                                        | -                                                                      |                                                                        |
| 29-3-2011                                                              | Tel Aviv                                                               | Israele                                                                | 1 – 0                                                                  | Georgia                                                                | Qual. Euro 2012                                                        | -                                                                      |                                                                        |
| 4-6-2011                                                               | Riga                                                                   | Lettonia                                                               | 1 – 2                                                                  | Israele                                                                | Qual. Euro 2012                                                        | 1                                                                      |                                                                        |
| 10-8-2011                                                              | Lancy                                                                  | Costa d'Avorio                                                         | 4 – 3                                                                  | Israele                                                                | Amichevole                                                             | -                                                                      | 69’                                                                    |
| 2-9-2011                                                               | Tel Aviv                                                               | Israele                                                                | 0 – 1                                                                  | Grecia                                                                 | Qual. Euro 2012                                                        | -                                                                      |                                                                        |
| 6-9-2011                                                               | Zagabria                                                               | Croazia                                                                | 3 – 1                                                                  | Israele                                                                | Qual. Euro 2012                                                        | -                                                                      | 51’                                                                    |
| 11-10-2011                                                             | Ta' Qali                                                               | Malta                                                                  | 0 – 2                                                                  | Israele                                                                | Qual. Euro 2012                                                        | -                                                                      | 78’                                                                    |
| 29-2-2012                                                              | Petah Tikva                                                            | Israele                                                                | 2 – 3                                                                  | Ucraina                                                                | Amichevole                                                             | -                                                                      | 71’                                                                    |
| 26-5-2012                                                              | Graz                                                                   | Rep. Ceca                                                              | 2 – 1                                                                  | Israele                                                                | Amichevole                                                             | -                                                                      | 70’                                                                    |
| 31-5-2012                                                              | Lipsia                                                                 | Germania                                                               | 2 – 0                                                                  | Israele                                                                | Amichevole                                                             | -                                                                      |                                                                        |
| 15-8-2012                                                              | Budapest                                                               | Ungheria                                                               | 1 – 1                                                                  | Israele                                                                | Amichevole                                                             | -                                                                      | 88’                                                                    |
| 11-9-2012                                                              | Tel Aviv                                                               | Israele                                                                | 0 – 4                                                                  | Russia                                                                 | Qual. Mondiali 2014                                                    | -                                                                      |                                                                        |
| 6-2-2013                                                               | Netanya                                                                | Israele                                                                | 2 – 1                                                                  | Finlandia                                                              | Amichevole                                                             | -                                                                      | cap.                                                                   |
| 22-3-2013                                                              | Tel Aviv                                                               | Israele                                                                | 3 – 3                                                                  | Portogallo                                                             | Qual. Mondiali 2014                                                    | -                                                                      |                                                                        |
| 26-3-2013                                                              | Belfast                                                                | Irlanda del Nord                                                       | 0 – 2                                                                  | Israele                                                                | Qual. Mondiali 2014                                                    | -                                                                      |                                                                        |
| 2-6-2013                                                               | New York                                                               | Israele                                                                | 2 – 0                                                                  | Honduras                                                               | Amichevole                                                             | -                                                                      |                                                                        |
| 14-8-2013                                                              | Kiev                                                                   | Ucraina                                                                | 2 – 0                                                                  | Israele                                                                | Amichevole                                                             | -                                                                      |                                                                        |
| 7-9-2013                                                               | Ramat Gan                                                              | Israele                                                                | 1 – 1                                                                  | Azerbaigian                                                            | Qual. Mondiali 2014                                                    | -                                                                      |                                                                        |
| 10-9-2013                                                              | Mosca                                                                  | Russia                                                                 | 3 – 1                                                                  | Israele                                                                | Qual. Mondiali 2014                                                    | -                                                                      |                                                                        |
| 11-10-2013                                                             | Lisbona                                                                | Portogallo                                                             | 1 – 1                                                                  | Israele                                                                | Qual. Mondiali 2014                                                    | -                                                                      |                                                                        |
| 15-10-2013                                                             | Ramat Gan                                                              | Israele                                                                | 1 – 1                                                                  | Irlanda del Nord                                                       | Qual. Mondiali 2014                                                    | -                                                                      | 71’                                                                    |
| 5-3-2014                                                               | Netanya                                                                | Israele                                                                | 1 – 3                                                                  | Slovacchia                                                             | Amichevole                                                             | -                                                                      | cap.                                                                   |
| 28-5-2014                                                              | Città del Messico                                                      | Messico                                                                | 3 – 0                                                                  | Israele                                                                | Amichevole                                                             | -                                                                      |                                                                        |
| 1-6-2014                                                               | Houston                                                                | Honduras                                                               | 2 – 4                                                                  | Israele                                                                | Amichevole                                                             | -                                                                      |                                                                        |
| 10-10-2014                                                             | Strovolos                                                              | Cipro                                                                  | 1 – 2                                                                  | Israele                                                                | Qual. Euro 2016                                                        | 1                                                                      | cap. 74’                                                               |
| 13-10-2014                                                             | Andorra la Vella                                                       | Andorra                                                                | 1 – 4                                                                  | Israele                                                                | Qual. Euro 2016                                                        | -                                                                      | cap.                                                                   |
| 16-11-2014                                                             | Haifa                                                                  | Israele                                                                | 3 – 0                                                                  | Bosnia ed Erzegovina                                                   | Qual. Euro 2016                                                        | -                                                                      | cap. 17’                                                               |
| 28-3-2015                                                              | Haifa                                                                  | Israele                                                                | 0 – 3                                                                  | Galles                                                                 | Qual. Euro 2016                                                        | -                                                                      | cap. 60’                                                               |
| 31-3-2015                                                              | Gerusalemme                                                            | Israele                                                                | 0 – 1                                                                  | Belgio                                                                 | Qual. Euro 2016                                                        | -                                                                      | cap.                                                                   |
| 12-6-2015                                                              | Zenica                                                                 | Bosnia ed Erzegovina                                                   | 3 – 1                                                                  | Israele                                                                | Qual. Euro 2016                                                        | -                                                                      | 82’                                                                    |
| 3-9-2015                                                               | Haifa                                                                  | Israele                                                                | 4 – 0                                                                  | Andorra                                                                | Qual. Euro 2016                                                        | -                                                                      | cap. 46’                                                               |
| 6-9-2015                                                               | Cardiff                                                                | Galles                                                                 | 0 – 0                                                                  | Israele                                                                | Qual. Euro 2016                                                        | -                                                                      | cap.                                                                   |
| 10-10-2015                                                             | Gerusalemme                                                            | Israele                                                                | 1 – 2                                                                  | Cipro                                                                  | Qual. Euro 2016                                                        | -                                                                      | cap.                                                                   |
| 13-10-2015                                                             | Bruxelles                                                              | Belgio                                                                 | 3 – 1                                                                  | Israele                                                                | Qual. Euro 2016                                                        | -                                                                      | cap.                                                                   |
| 6-6-2017                                                               | Netanya                                                                | Israele                                                                | 1 – 1                                                                  | Moldavia                                                               | Amichevole                                                             | -                                                                      | 46’                                                                    |
| 2-9-2017                                                               | Haifa                                                                  | Israele                                                                | 0 – 1                                                                  | Macedonia                                                              | Qual. Mondiali 2018                                                    | -                                                                      |                                                                        |
| 5-9-2017                                                               | Reggio Emilia                                                          | Italia                                                                 | 1 – 0                                                                  | Israele                                                                | Qual. Mondiali 2018                                                    | -                                                                      | 62’                                                                    |
| 6-10-2017                                                              | Vaduz                                                                  | Liechtenstein                                                          | 0 – 1                                                                  | Israele                                                                | Qual. Mondiali 2018                                                    | -                                                                      | cap.                                                                   |
| 9-10-2017                                                              | Gerusalemme                                                            | Israele                                                                | 0 – 1                                                                  | Spagna                                                                 | Qual. Mondiali 2018                                                    | -                                                                      | cap.                                                                   |
| Totale                                                                 |                                                                        | Presenze (2º posto)                                                    | 97                                                                     |                                                                        | Reti                                                                   | 2                                                                      |                                                                        |

## Palmarès
- Campionato israeliano: 1

Maccabi Tel Aviv: 2002-2003
- Coppa israeliana: 1

Maccabi Tel Aviv: 2001-2002